# Otto Abel
Heinrich Friedrich Otto Abel, född 22 januari 1824 i Klosterreichenbach vid Baiersbronn i Württemberg, död 28 oktober 1854 i Leonberg, var en tysk historiker.
Abel, som var verksam som docent i Bonn, uppvisade i skriften Makedonien vor König Philipp (1847) makedoniernas hellenska härstamning. Han inlade även förtjänst genom Die deutschen Personennamm (1853; andra upplagan 1889) och Die Legende vom heiligen Johann von Nepomuk (1855) samt förberedde ett stort verk över kejsar Fredrik II, till vilket König Philipp der Hohenstaufe (1852) och fragmentet Kaiser Otto IV und König Friedrich II (1856) var förarbeten.